# シンデレラ (ロジャース&ハマースタインのミュージカル)
『ロジャース&ハマースタインのシンデレラ』 (Rodgers and Hammerstein's Cinderella) は、ロジャース&ハマースタイン（リチャード・ロジャース作曲、オスカー・ハマースタイン2世作詞）によるテレビ・ミュージカル。メルヘンの『シンデレラ』、特にフランスのシャルル・ペロー版『Cendrillon, ou la Petite Pantoufle de Verre 』を基にしている。物語は、残酷な継母と自己中心的な義姉妹から強制労働させられている若い女性がより良い生活を夢見ている。魔法使いの助けにより、シンデレラはプリンセスに変身し、彼女のプリンスを見つける。
『シンデレラ』はロジャース&ハマースタインによる唯一のテレビ・ミュージカルである。1957年3月31日、ジュリー・アンドリュース主演によりCBSで生放送され、1億人以上が視聴した。1965年と1997年の2回、テレビ・ミュージカルとしてリメイクされた。1965年版はレスリー・アン・ウォーレン、1997年版はブランディが主演した。どちらの作品でもリチャード・ロジャースによる他のミュージカル作品の曲が追加された。
ロンドンのウエスト・エンドでのパントマイム 版など多くの舞台版も製作され、オリジナル版放送直後のニューヨーク・シティ・オペラ版はツアー公演も行なった。2013年のブロードウエイ版『シンデレラ』はダグラス・カーター・ビーンによる新たな脚本で、ローラ・オズンズ、サンティノ・フォンタナが主演した。

## 経緯
1950年代、ミュージカルがテレビで放送されることが多かった。この10年間で『アニーよ銃をとれ』、『ワンダフル・タウン』、『エニシング・ゴーズ』、『キス・ミー・ケイト』などのミュージカルのテレビ版が放送された。1955年、NBCはメアリー・マーティン主演によりブロードウェイ・ミュージカル『ピーター・パン』のテレビ版を製作した。大ヒットしたため局はより家族向けのミュージカルを製作することにした。リチャード・ロジャースは第二次世界大戦を題材にしたドキュメンタリー『第二次世界大戦全史』の作曲でエミー賞を受賞していた。NBCはロジャース&ハマースタインに接触し、ただ単に既存のミュージカルのテレビ版を製作するのではなく、テレビ用のオリジナルのミュージカルの作詞作曲および題材の選定を依頼した。2人はテレビで放送されたことのないメルヘンの『シンデレラ』を選び、業界関係者のリチャード・ルワインに助言を求めた。ルワインは、カラー放送を始めた当時のCBSの副社長であった。彼は2人にCBSはすでにテレビ・ミュージカルの計画があり 、そしてすでにブロードウェイで『マイ・フェア・レディ』の主演を務めたジュリー・アンドリュースと契約していることを告げた。ロジャースの自伝によると「ジュリー・アンドリュースと仕事ができるチャンスがきた」。ロジャース&ハマースタインはCBSと契約を結んだ。
CBSが放送技術、再放送の可能性についての権限を持ち、ロジャース&ハマースタインは作品の所有権およびキャスティング、演出、装置、衣装の権限を持つことになった。1956年9月5日、CBSはこの作品の製作発表を行なった。有名なメルヘン作品のミュージカル化について「ロジャース&ハマースタインはオリジナルのシャルル・ペロー版を忠実に再現する」とされた。ハマースタインは『サタデー・レビュー』誌のインタビューで「視聴者の子供たちには自分たちの知っている話だと認識してほしい。当然その両親たちも観ることになるだろうが、皆がよく知る話の筋を変えることなく登場人物をより人間的に近付けている」。6回のコマーシャルを含め90分間におさめねばならず、6場面に分けることになった。『タイム』誌のインタビューでハマースタインは「『シンデレラ』の脚本と作詞に7ヶ月かかった」と語った。
1957年2月21日、リハーサルが始まった。エミー賞監督ラルフ・ネルソンと、『ミルトン・バール・ショー』の振付師ジョナサン・ルーカスがこのミュージカルにたずさわった。ロジャースの友人ロバート・ラッセル・ベネットがオーケストラを率いた。CBSの重鎮アルフレッド・アントニーニが指揮者を務めた。3月上旬、CBS社屋がCBSテレビジョン・カラー・スタジオ72に移転し、ニューヨークでの最初のCBSカラー・スタジオとなり、当時局内で最小のカラー・スタジオとなった。出演者56名、演奏者33名、スタッフ80名が4台の巨大なカラー・カメラ、100着の衣装、5台以上の舞台背景、多数の小道具や特殊効果の道具などと共に小さなスタジオに集結した。オーケストラは音を拡大する装置と共に小さな部屋で演奏した。CBSはスポンサーと共に壮大なキャンペーンを行なった。エド・サリヴァンも自身の日曜夜の番組でこの作品のプロモーションを行ない、ロジャース&ハマースタインも『シンデレラ』放送直前の日曜に出演した。1957年3月31日、『シンデレラ』が放送された。

## あらすじ

### 第1幕
村の広場にて、使者が王子の21歳の誕生日の祝典として「王子が舞踏会を開催される」と告げる。王国の女性たちは彼に会えると喜ぶ。最愛の父を亡くしたシンデレラは短気で自己中心的な継母と義姉妹のため家事をしている。彼女は彼女たちの買い物袋を抱え、帰宅すると3名はシンデレラをこき使う。暖炉そばの片隅で、彼女は今のような使用人の生活ではなくプリンセスのような魅力的な生活を夢見る(In My Own Little Corner )。その頃、王と王妃は祝宴に向けて準備中で(Royal Dressing Room Scene )、使用人たちは祝宴の計画の会議をしている(Your Majesties )。王と王妃は王子にふさわしい花嫁が見つかることを望むが、王子は王国の熱心な女性たちと面会することを少し恐れている。王妃は王と王子が話しているのを耳にし、王妃は王子をいたわる(Boys and Girls Like You and Me [カットされることもあり、テレビ版のいくつかでは歌われていない])。
シンデレラの義姉妹は王子の目にとまるように舞踏会の準備万端で、シンデレラの夢をあざ笑う。彼女たちが出掛けると、シンデレラは一緒に出掛けることを想像する(In My Own Little Corner (リプライズ))。魔法使いが登場し、舞踏会に行きたいシンデレラの熱意により彼女はシンデレラを美しく成長した若い女性に、可愛がっていたねずみとかぼちゃを有能な召使いと光り輝く馬車に変身させ(Impossible; It's Possible )、彼女は舞踏会に向かう。

### 第2幕
11:30、シンデレラは城に到着すると、入る前に魔法使いは12時を過ぎないように注意する。王子は一緒に踊った義姉妹を含む若い女性たちからの注目に飽き飽きしている。シンデレラが入場すると、すぐに皆の注目を集め、王子の興味を惹く。シンデレラは王子と踊り、すぐに恋に落ちる(Ten Minutes Ago )。義姉妹は彼女が誰かわかっておらず、王子が小柄な美女といるのを見てなぜ彼は自分たちのような丈夫な「普通の」女性に興味を持たないのかと語る(Stepsisters' Lament )。王子とシンデレラは踊りながら自分たちだけの世界を作り、彼は彼女に愛を打ち明ける(Do I Love You Because You're Beautiful? )。キスを交わすが12時の鐘が鳴り、シンデレラは魔法が溶ける前に逃げ出し、急いでいたためにガラスの靴が脱げてしまう。

### 第3幕
翌朝、継母と義姉妹は舞踏会での出来事を思い返し、シンデレラも舞踏会に行き(When You're Driving Through the Moonlight )王子と踊ったことを思い出す(A Lovely Night )。その頃王子は踊った後すぐに舞踏会から駆け出したあの美女を探している。彼の使者は王国の全ての女性に靴を履かせてみている(The Search )。シンデレラの家では誰もその靴が合わない。継母は使者を使用人のシンデレラから目をそらさせようとするが、そこにはシンデレラはおらず城の庭に隠れていた。使者が王子が探している女性を見つけられず城に戻る。使者は隠れているシンデレラを見つけ、逮捕しようとする。魔法使いに促され、彼はシンデレラに靴を履かせてみる。靴はちょうど合い、王子を庭に呼び、彼は彼女が愛する女性だと認識する(Do I Love You Because You're Beautiful? (リプライズ))。シンデレラと王子は結婚し、幸せに暮らす。

## 使用楽曲
オリジナル版での使用楽曲を以下に示す:
| 第1幕 - "Overture" – オーケストラ - "The Prince Is Giving a Ball" – 使者、コーラス - "Cinderella March" – オーケストラ - "In My Own Little Corner" – シンデレラ - "The Prince Is Giving a Ball" (リプライズ) – コーラス - "Your Majesties" (Royal Dressing Room Scene) – 王、王妃、シェフ、執事 - "In My Own Little Corner" (リプライズ) – シンデレラ - "Impossible; It's Possible" – シンデレラ、魔法使い | 第2幕 - "Gavotte" – オーケストラ - "Ten Minutes Ago" – 王子、シンデレラ - "Stepsisters' Lament" – 義姉妹 - "Waltz for a Ball" – コーラス - "Do I Love You Because You're Beautiful?" – 王子、シンデレラ - "Never in a Thousand Years" (最終的にカットされた) | 第3幕 - "When You're Driving Through the Moonlight" – シンデレラ、継母、義姉妹 - "A Lovely Night" – シンデレラ、継母、義姉妹 - "The Search" – オーケストラ - "Do I Love You Because You're Beautiful?" (リプライズ) – 王子 - "Wedding" – オーケストラ - "Do I Love You Because You're Beautiful?" (リプライズ) – コーラス |

その後の再演では、『南太平洋』からカットされ1965年版で初披露となった『Loneliness of Evening 』(王子)、『オクラホマ!』からカットされ様々な公演で使用されている『Boys and Girls like You and Me 』(王、王妃)が追加されることもある。1997年版『シンデレラ』では『Falling in Love with Love 』(継母)、『The Sweetest Sounds 』(シンデレラ、王子)、『There's Music in You 』(『Main Street to Broadway 』のために作曲された)(魔法使い)が追加された。2013年のブロードウエイ版『シンデレラ』は2幕で構成され、『Me & Juliet 』からカットされた『Me, Who Am I? 』、『Loneliness of Evening 』、『南太平洋』からカットされた『Now Is the Time 』、『The Pursuit 』、『There's Music in You 』が追加された。

## テレビ・プロダクション

### 1957年オリジナル・プロダクション
オリジナルの1957年版はラルフ・ネルソン演出、ジョナサン・ルーカス振付で、ジュリー・アンドリュースがシンデレラ役、ジョン・サイファーが王子役に配役された。他にハワード・リンゼイが王役、ドロシー・スティックニーが王妃役、エディ・アダムスが魔法使い役、ケイ・バラードとアリス・ゴスリーが義姉妹のポーシャとジョイ役、アイルカ・チェイスが継母役、イギー・ウォルフィントンが執事役を務めた。ベティ・ノイズがアンサンブルの母親役でソロを歌い、ジョー・レイトンはクレジット無しのアンサンブルに出演した。
1957年3月31日日曜日東部時間午後8時、『シンデレラ』が東部、中部、山岳部で白黒およびカラーで生放送され、西部では太平洋時間の午後8時に遅れて白黒のみで放送された。CBSアフィリエイトにより、アラスカ、ハワイ、プエルトリコでも放送され、カナダではCBCで放送された。当時破格の37万6千ドルで製作され、ペプシ社や、オールド・スパイスのメーカーであるシャルトン社などのスポンサーがプロモーションを強く行なった.。ニールセン視聴率によると平均1,886万4千世帯が視聴した。1億700万人以上が視聴し、アンドリュースはエミー賞にノミネートされた。
白黒キネスコープが残っており、DVDで出版されている。しかし西部でのタイム・ディレイのためのビデオテープは残っていない。またカラーの録画技術も当時まだなかった。

### 1965年版

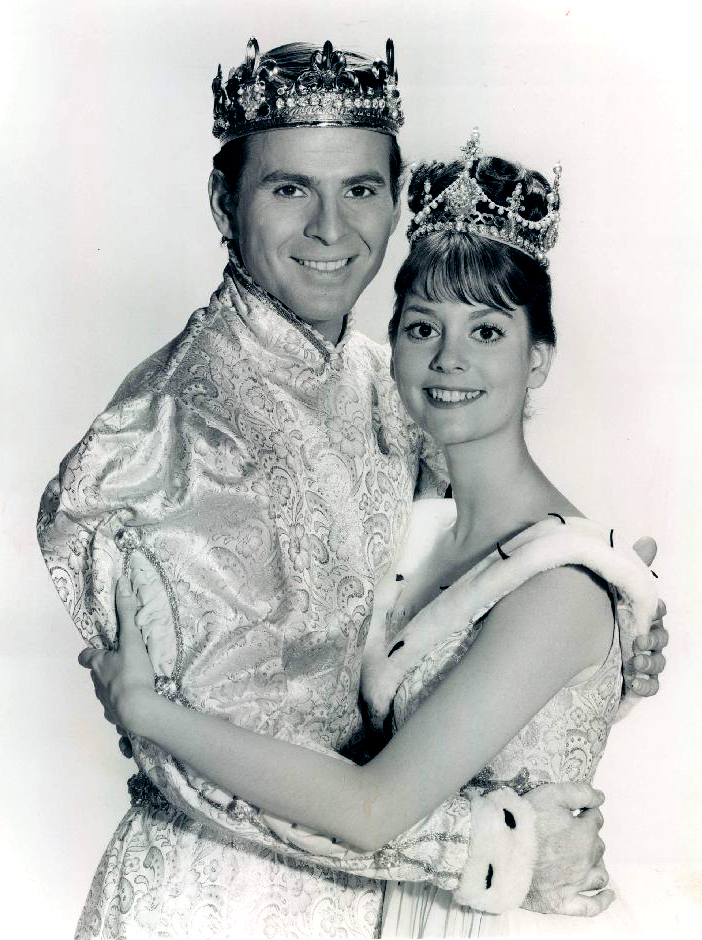
王子役のスチュアート・デイモン、シンデレラ役のレスリー・アン・ウォーレン

舞台版の成功後、局はテレビ版リメイクを決めた。1957年版はビデオテープが登場する前であり、白黒版が1本残っているのみであった。CBSはロジャースをエグゼクティヴ・プロデューサーに迎え、1965年版を上演することにした。1960年にハマースタインは亡くなっており、ロジャースがジョセフ・シュランクに新しい脚本を依頼してより伝統的な話に近付けたが、ほぼ全てオリジナルの楽曲を残した。新たな脚本では、王子が旅行後にお付きと共にシンデレラの家に水を飲みに立ち寄る。シンデレラは家に1人でいたが、このハンサムな旅行者が誰か気付かない。お付きが彼を「殿下」と呼び、水をうやうやしく差 しだしたことから彼が王子であることに気付く。
王子が旅に出た 直後『Loneliness of Evening 』(1949年に『南太平洋』のために作曲されたが使われていなかった)を歌う。舞踏会の話が出る前、シンデレラは『In My Own Little Corner 』を歌う。義姉妹の名が変わり、『Royal Dressing Room Scene 』はカットされた。
1965年版はチャールズ・S・デュビンが演出、ユージン・ローリングが振付を務め、ハリウッドのCBSテレビジョンシティでビデオ録画された。ウォルター・ピジョンが王役、ジンジャー・ロジャースが王妃役、セレステ・ホルムが魔法使い役、ジョー・ヴァン・フリートが継母役、パット・キャロルとバーバラ・ルイックが義姉妹のプルネラとエスメレルダ役に配役された。スチュアート・デイモンが王子役を務め、当時18歳だったレスリー・アン・ウォーレンが主役のシンデレラ役を務めた。この作品では珍しく吹替え俳優のベティ・ノイェズとビル・リーが夫婦役で出演し、娘役のトゥルディ・アメズのための歌を歌った。1965年2月22日に放送され、その後1974年2月まで8回再放送された。1965年の初放送時、ニールセン視聴率は42.3で、ニールセン視聴率測定開始から2009年までのCBSのスポーツ中継以外で最高視聴率を記録し、またこの時全てのジャンルで50番目の視聴率となった。

### 1997年版
1997年版はロバート・L・フリードマンが脚本、ロバート・イスコヴが演出、 ロブ・マーシャルが振付、ホイットニー・ヒューストンとデブラ・マーティン・チェイスがプロデューサーを務めた。1997年11月2日、ウォルト・ディズニー・テレビジョンにより放送された。シンデレラ役にブランディ、魔法使い役にヒューストン、継母役にバーナデット・ピーターズ、王子役にパオロ・モンタルバン、王妃役にウーピー・ゴールドバーグ、王役にヴィクター・ガーバー、使用人ライオネル役にジェイソン・アレクサンダーが配役され、多人種のキャスティングとなった。ミュージカル『The Boys from Syracuse 』から『Falling in Love with Love 』(継母)、ミュージカル『No Strings 』から『The Sweetest Sounds 』(シンデレラ、王子)、1953年の映画『Main Street to Broadway 』から『There's Music in You 』(魔法使い)などの曲が追加された。6千万人が視聴した。
ハマースタインの脚本からの変更点は、魔法使いが物語を開始し、不可能なことはないと語る。義姉妹の名がキャリオペとミネルヴァに変更になった。城での生活から逃避するため王子が農民に変装し、お付きのライオネルが心配する中、王子は市場を歩き回りシンデレラと出会い、お互い惹かれる。シンデレラは舞踏会で家族や身元を尋ねられて恥ずかしくなり、泣きながら庭に逃げると魔法使いが登場してサポートする。継母が舞踏会から帰宅するといつも以上に冷酷で、シンデレラは家出をする。魔法使いは王子に相談するようアドバイスする。女性たちに靴を履かせてみた後、王子とライオネルは家出してきたシンデレラを見つける。彼女の目を見つめ、王子は彼女こそがと確信し、靴を 履かせる。結婚式で魔法使いは2人を祝福する。

## 舞台化

### 1958年から2008年
1958年、ロンドン・コロシアムにて『Me & Juliet 』の曲を使用したパントマイム公演が行われた。ハロルド・フィールディングがプロデュースし、1958年12月18日に開幕し、ホリデー・シーズンに上演された。イエナ(パメラ・ガード)がシンデレラ役で他にトミー・スティール、ジミー・エドワーズ、ケネス・ウイリアムズ、ベティ・マーズデンが出演した
1961年よりアメリカで舞台版が上演されるようになった。1993年と1995年、ニューヨーク・シティ・オペラが上演し、魔法使い役にサリー・アン・ハウズ、継母役にナンシー・マーチャンドとジーン・ステイプルトンが配役された。2004年にリメイクされ、魔法使い役にアーサー・キット、王役にディック・ヴァン・パタンなど、その他テレビ界のスターが出演した。2000年から2001年にかけて全米ツアー公演が行われ、魔法使い役にキット、シンデレラ役にデボラ・ギブソン(のちにジェイミー・リン・サイラーに変更)、王子役にパオロ・モンタルバン、継母役に男性のエヴレット・クィントンが配役され、2001年にマディソン・スクエア・ガーデンの劇場で公演した際サイラーがシンデレラ役を務めた。
30週間におよぶアジア・ツアーが行われ、フィリピン出身のレア・サロンガとオーストラリア出身のピーター・セイドが主演した。ボビー・ガルシアが演出、ヴィンス・ピースが振付、レナート・バレストラが衣装、デイヴィッド・ギャロが装置、ポール・ミラーが照明を担当した。2008年7月29日、フィリピンのマニラで初演し、西安市、鄭州市、重慶市、深圳市、広州市、上海市、北京市の中国7都市と香港で公演した。その後タイ、シンガポール、マレーシア、韓国、日本で公演した。2008年、キャスト・アルバムが出版された。

### ブロードウエイ
最初のブロードウエイ公演のため、ダグラス・カーター・ビーンが新たな脚本を執筆した。彼のあらすじは、シンデレラが王子に王国の不正を気付かせるものとなっている。王子の両親が亡くなり、極悪大臣が王子をあやつって圧政に同意させようとする。新しい登場人物で反逆者のジャン・ミシェルが義姉妹のゲイブリエルと恋をし、政府を崩壊させようとする。オリジナルからの良く知られた楽曲のほか、ロジャース&ハマースタインのストックから4曲を追加した。
2013年1月25日からプレビュー公演、3月3日から本公演がブロードウエイ劇場にて開幕した。マイク・ブロコウ演出、ジョシュ・ローズ振付を担当し、シンデレラ役にローラ・オズネス、王子役にサンティノ・フォンタナ、クレイジー・メアリー/魔法使い役にヴィクトリア・クラーク、継母役にハリエット・ハリス、首相役にピーター・バートレット、義姉妹シャーロットとゲイブリエル役にアン・ハラダとマーラ・ミンデル、ジャン・ミシェル役にグレッグ・ヒルドレスが配役された。アナ・ルイゾスが装置、ウィリアム・アイヴィ・ロングが衣装、ケネス・ポスナーが照明と担当した。トニー賞9部門にノミネートされ、ロングが衣装デザイン賞を受賞した。ドラマ・デスク・アワード5部門にノミネートされ、編曲賞、衣装デザイン賞、そしてオズネスがミュージカル女優賞を受賞した。評判は賛否両論であったが、多くの批評家がオズネスの演技を称賛した。
キキ・パーマーはシンデレラ役の代役の1人であった。『ガーディアン』紙に「このような典型的白人キャラクターにアフリカ系アメリカ人を配役することは、ゆっくりではあるがブロードウエイが進化してきていることの象徴である」と記された。2015年1月3日、41プレビュー公演、770本公演後、ブロードウエイ公演は閉幕した。2014年10月から2016年5月まで全米ツアー公演が行われている。

### 日本での公演
1986年　　　シアターアプル公演　翻訳・訳詞・演出：加藤直

　　　　　　　　シンデレラ：伊藤つかさ、王子：乃生佳之、魔女：松岡由利子

　　　　　　　　『Boys and Girls Like You and Me』が追加されている。

1995-97年　 コマ・スタジアム公演　演出・振り付け；サミー・ダラス・ベイズ、翻訳・訳詞：早川保清

　　　　　　　　シンデレラ：酒井法子('95)/麻乃佳世('96-97)、王子：石井一孝('95-96)/沖田浩之('97)、魔女：久野綾希子

　　　　　　　　『Boys and Girls Like You and Me』と『Lonliness of Evening』が追加されている。

2002年8月 　新宿コマ劇場

　　　　　　　　シンデレラ：遠野あすか、王子：樹里咲穂、妖精：鳳蘭

2003年12月　梅田コマ劇場

　　　　　　　　シンデレラ：遠野あすか、王子：真飛聖、妖精：鳳蘭

2008年8月　 コマ・スタジアム公演　翻訳・訳詞：早川保清、演出・脚色：酒井澄夫

　　　　　　　　シンデレラ：高橋愛、王子：新垣里沙、魔女；麻路さき　

　　　　　　　　新宿コマ劇場にてモーニング娘。と宝塚歌劇団専科および卒業生による女性のみの公演が行われた。モーニング娘のメンバーの高橋愛がシンデレラ役、新垣里沙が王子役に配役された。

## 評価
1957年版は当時のアメリカの人口の約6割となる1億700万人が視聴し、当時の史上最高視聴率となった。『バラエティ』誌は1世帯平均4.43名として2,420万世帯が視聴したと見積もった。王子役のジョン・サイファーが放送終了数分後にスタジオを離れて外を見ると、多くの人々がテレビを見ていたためマンハッタンの道路に車がほとんど通っていなかったことをのちに語った。
『ニューヨーク・タイムズ』紙のジャック・ゴールドによると、「魔法の部分が少なかったがこの『シンデレラ』は素晴らしかった」。彼は「幅広い反応があり、拒否反応を起こす人もいればまあまあいいという人もいるが、素直に素晴らしいという人の方が多い」と記した。彼はアンドリュースをカラー映像にとても映えると称賛した。しかし彼はハマースタインがなぜ義姉妹を不快なヴォードヴィルのピエロに仕立てたのかと脚本に不満を持ち、他に基本的なショーマンシップが足りず、シンデレラの衣装がシック過ぎでファンタジーの夢のようなドレスにできなかったのか、そしてステージは深みがあったが限られた広さは舞踏会のシーンを損ねたと記した。音楽について彼はロジャース&ハマースタインの最高傑作とは言えず、彼らの過去の成功作にどこか似ているとしたが、うち4曲を称賛しつつ「テレビではオリジナル曲は事実上存在せず、結局少し変わっただけであり、現代のブロードウェイ・ミュージカルはそれほどメロディを誇示することはできない」と記した。
1965年版は何度か再放送された。1997年版は6千万人以上が視聴し、その週最高の視聴率であった。この時代のテレビ・ミュージカルで最高の視聴率となった。視聴者からはヒットしたが、レビューは賛否両論であった。劇場史学者のジョン・ケンリックは「酷いリメイク」と評したが、継母役のバーナデット・ピーターズがお約束で靴を履こうとするシーンは愉快であったと語った。『ニューヨーク・タイムズ』紙は王子役のパオロ・モンタルバンを昔ながら古いタイプの深い声、ライオネル役のジェイソン・アレクサンダーはコミカルさ、王妃役のゴールドバーグは王家の品格とおせっかいな母親を良い感じにブレンドし、継母役のピーターズは力強い狡猾なコメディエンヌとして出演者たちを称賛した。しかし作品は「必ず輝く馬車になるとは限らないカボチャ」のようで、ロジャース&ハマースタインの曲にしては劣り、作品に魔法はかけられなかった、と記した。さらに、おおむね魅力的であったが時々平凡で、これはぎこちない『シンデレラ』であった、と記した。しかし他の批評では称賛された。ある批評家は「絶好の機会に時代を越えた作品でA評価」と記した。他の批評家は「このリメイクはおすすめ」とした。1998年のバレンタインの夜に再放送され、1,500万人が視聴した。
2013年のブロードウエイ版は賛否両論であった。『ニューヨーク・タイムズ』のベン・ブラントリーはこの公演について、古典と斬新さ、感傷的と不機嫌さ、誠実と皮肉を全てを一度に表現した輝けるパッチワーク作品にしたかったのだろうが実際にはできていないと記した。『ファイナンシャル・タイムズ』紙はオズネスをはじめとする出演者、衣装、振付を称賛し、「公演は確かに楽しいが、時々中だるみする」と述べた。『タイム』誌のリチャード・ゾグリンは、華やかで活気があり、曲も良いが、1957年のテレビ初演と比較すると劣ると記した。『シカゴ・トリビューン』紙の批評家は、「根本的な問題は全くロマンティックでなく、ほとんど笑えない内容のビーンの難しい脚本が観客を寄せ付けないことである。新たな脚本はよく知る物語の基本的な論法を排除し、古い時代からのこのミュージカルの魂を全て踏みにじっている」と記した。『USAトゥデイ』紙は好意的で、「オズネスと才能ある共演者たちは優美な小品に独自のメルヘンを作り上げ、その一瞬一瞬が年齢を問わず観客たちを魅了する」と記した。AP通信のレビューはビーンの脚本を称賛し、「モンティ・パイソンの『スパマロット』少しと『レ・ミゼラブル』いくつかを足したような、甘く新鮮」な作品と記した。また出演者は第一級で、物語は突飛だが愛に満ちているとした。

## レコーディング
放送から約2週間前の1957年3月18日、コロムビア・レコードはモノラルとステレオでテレビ版『シンデレラ』からいくつかの曲をレコーディングし、同年モノラル版を、翌1958年ステレオ版を出版した。ステレオ版はのちにソニーからCDで再出版された。放送の前日夜、ドレス・リハーサルが白黒キネスコープで録画され、2004年12月、PBSの『Great Performances 』で放送された。のちに、放送直前の日曜日にロジャース&ハマースタインが『エド・サリヴァン・ショー』に出演した際のキネスコープを含むドキュメンタリーDVDが出版された。
1959年、RCAビクターはメアリー・マーティンとリトル・オーケストラ・ソサエティによる短縮版『シンデレラ』を出版し、2010年にCDで再出版された。1965年版のキャスト・アルバムLPがコロムビア・マスターワークス・レコードから出版され、のちにソニーからCDが出版された。1957年版、1965年版、1997年版3本全てDVDが出版された。2013年のブロードウェイ版のキャストレコーディング『Cinderella 』がゴーストライト・レコードから出版された。

## 受賞歴
1957年 エミー賞
女優賞 - ジュリー・アンドリュース(ノミネート)
テレビ音楽賞 - リチャード・ロジャース(作曲)(ノミネート)
1997年
- 美術監督組合賞 – プロダクション・デザイン賞(受賞)

- エミー賞

芸術監督賞 (受賞)
振付賞 (ノミネート)
衣装デザイン賞 (ノミネート)
演出賞 (ノミネート)
ヘアスタイリング賞 (ノミネート)
音楽監督賞 (ノミネート)
作品賞 (ノミネート)
- NAACPイメージ・アワード

テレビ映画・ミニシリーズ主演女優賞 - ウーピー・ゴールドバーグ(ノミネート)
テレビ映画・ミニシリーズ主演女優賞 - ブランディ(ノミネート)
テレビ映画・ミニシリーズ作品賞(ノミネート)
- サテライト賞

ミニシリーズ・テレビ映画助演男優賞 - ジェイソン・アレクサンダー(ノミネート)
ミニシリーズ・テレビ映画助演女優賞 - バーナデット・ピーターズ(ノミネート)
- 全米脚本家組合賞 - 子供向け脚本賞(ノミネート)

2013年
- トニー賞

ミュージカル再演賞(ノミネート)
ミュージカル脚本賞 - ダグラス・カーター・ビーン(ノミネート)
ミュージカル主演男優賞- サンティノ・フォンタナ(ノミネート)
ミュージカル主演女優賞 - ローラ・オズネス(ノミネート)
ミュージカル助演女優賞 - ヴィクトリア・クラーク(ノミネート)
ミュージカル衣装デザイン賞 - ウイリアム・アイヴィ・ロング(受賞)
ミュージカル照明デザイン賞 - ケネス・ポスナー(ノミネート)
ミュージカル音響デザイン賞 - ネヴィン・スタインバーグ(ノミネート)
編曲賞 - ダニー・トルーブ(ノミネート)
- ドラマ・デスク・アワード[59]

ミュージカル・レビュー再演賞(ノミネート)
ミュージカル女優賞 - Laura Osnes (受賞)
振付賞 - ジョシュ・ローズ(ノミネート)
編曲賞 - ダニー・トルーブ(受賞)
衣装デザイン賞 - ウイリアム・アイヴィ・ロング(受賞)